# STS-31

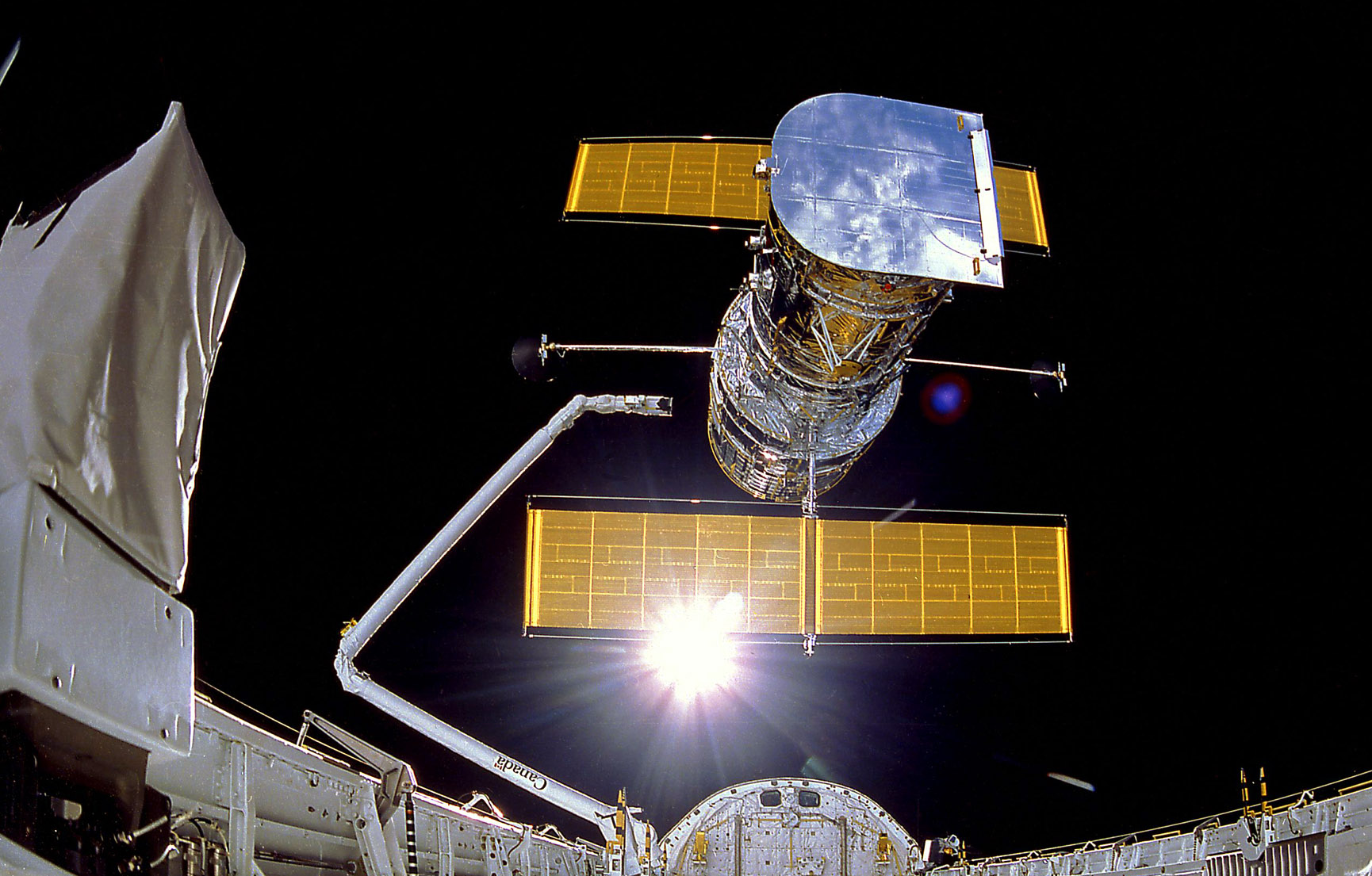

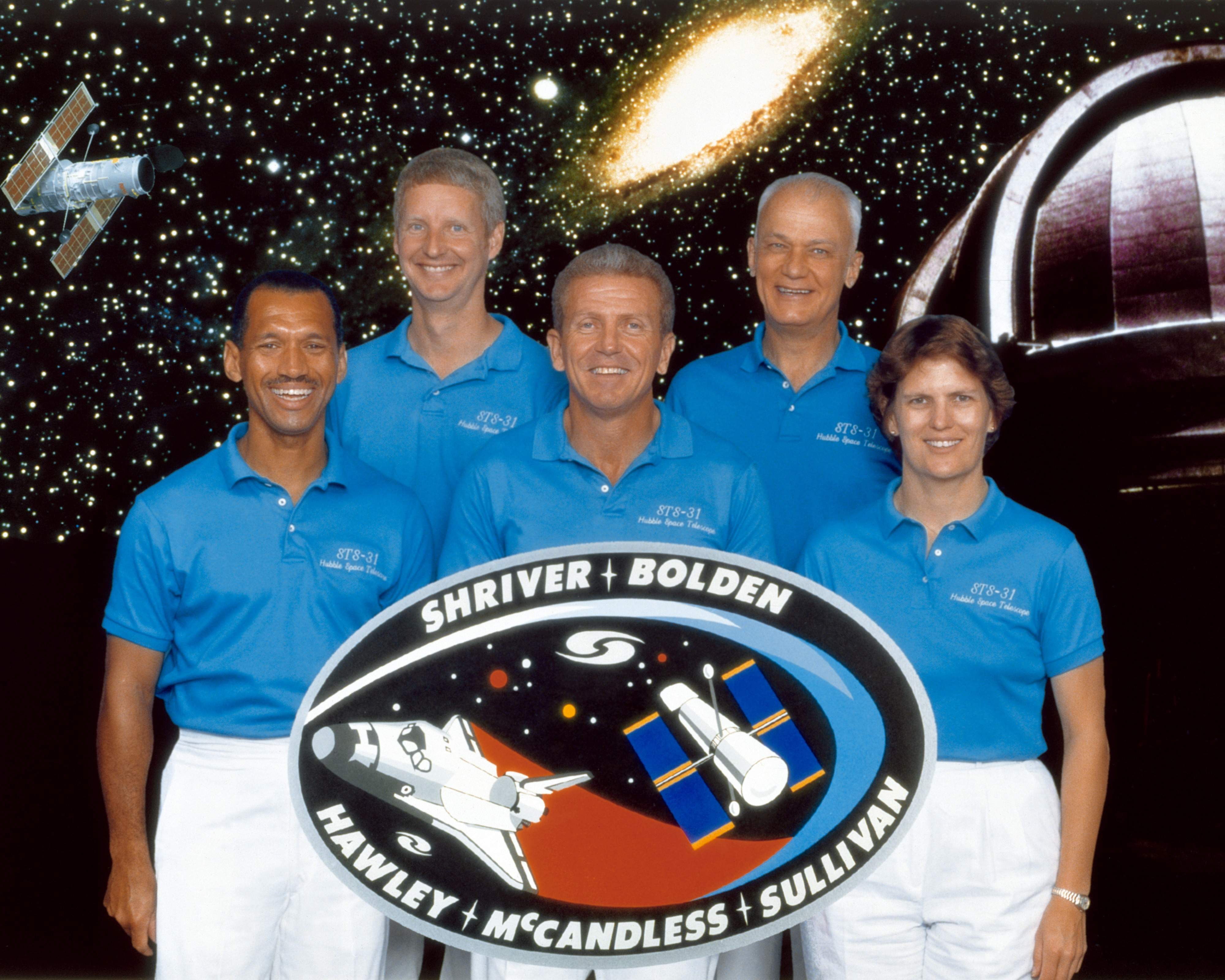
찰스 볼든, 스티븐 홀리, 로렌 슈라이버, 브루스 맥캔들리스 2세, 캐서린 D. 설리반

STS-31은 NASA 우주왕복선 계획의 35번째 임무였다. 이 임무의 주요 목적은 허블 우주망원경(HST)을 지구 저궤도에 배치하는 것이었다. 이 임무에서는 1990년 4월 24일 플로리다 케네디 우주 센터의 발사 단지 39B에서 발사된 디스커버리 우주왕복선(이 궤도선의 10번째 임무)을 사용했다.
챌린저 이후에는 임무 번호 매기기에 대한 사고 설명이 필요했다. STS-51-L도 STS-33으로 지정되었으므로 이전 STS-26부터 STS-33 지정자를 사용한 향후 비행에서는 한 임무에서 다른 임무로 데이터를 추적할 때 충돌을 피하기 위해 문서에 R이 필요하다.
디스커버리의 승무원은 1990년 4월 25일에 허블 우주 망원경을 배치한 후 나머지 임무를 왕복선의 페이로드 베이에서 다양한 과학 실험을 진행하고 IMAX 카메라 세트를 작동하여 임무를 기록하는 데 보냈다. 디스커버리호의 발사는 1986년 1월 이후 처음으로 두 대의 우주왕복선이 동시에 발사대에 있었던 것이다. 39B의 디스커버리호와 39A의 컬럼비아호이다.

## 같이 보기
- 우주과학
- 우주왕복선